# Crisis (groupe)
Pour les articles homonymes, voir Crisis.
Crisis est un groupe de punk rock britannique, originaire de Guildford, Surrey, en Angleterre. Formé en 1977, le groupe, fortement politisé, est dissous en 1980.

## Biographie
Crisis est formé entre 1977 et 1978 avec une formation comprenant Phrazer (chant), Lester Jones (guitare solo), Douglas Pearce (guitare), Tony Wakeford (basse) et Insect Robin the Cleaner (batterie). Leur premier single, No Town Hall, est publié en 1978 chez Action Group Records. Le 1er novembre 1978, Crisis enregistre quatre chansons lors d'une Peel Session pour la BBC Radio 1.
Crisis se produit à des rassemblements pour Rock Against Racism (RAR) et la ligue anti nazie Anti-Nazi League (ANL),. Crisis aura une notoriété relativement considérable dans la scène punk rock britannique, qui prenait forme simultanément. Le groupe publie un mini-album intitulé Hymns of Faith en 1980, avant de se séparer la même année.
Après la dissolution de Crisis, Douglas Pearce et Tony Wakeford forment Death in June en 1981 en Angleterre. Luke Rendall rejoint Theatre of Hate et Lester Jones monte Carcrash International. En 1985, Jones joue aussi en tournée avec Andi Sex Gang and the Quick Gas Gang. En 2005, la discographie complète de Crisis est éditée sur un seul CD intitulé Holocaust Hymns, publié par le label Apop Records.

## Discographie

### Albums studio
- 1980 : Hymns of Faith (mini-album)

### Singles et EP
- 1979 : No Town Hall 7"
- 1979 : White Youth
- 1981 : Alienation
- Holocaust U.K. 12" (compilation semi-légale des deux premiers singles)

### Compilations
- 1997 : We Are All Jews and Germans CD
- 2005 :  Holocaust Hymns
- 2008 : Ends!